# St. Andreas (Nienstedt)

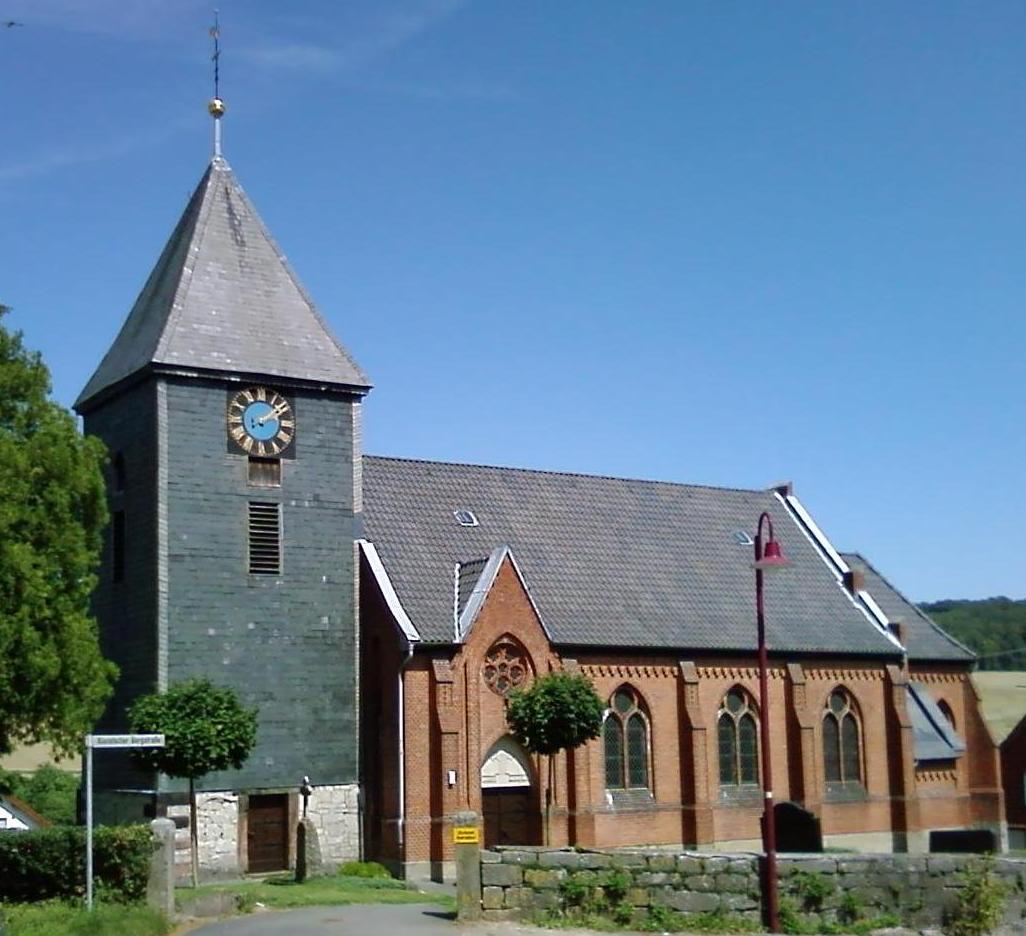
St. Andreas

Die evangelisch-lutherische denkmalgeschützte Kirche St. Andreas steht in Nienstedt, einem Ortsteil der Kleinstadt Gronau im Landkreis Hildesheim in Niedersachsen. Die Kirchengemeinde gehört zum Kirchenkreis Hildesheimer Land-Alfeld im Sprengel Hildesheim-Göttingen der Evangelisch-lutherischen Landeskirche Hannover.

## Beschreibung
Eine Pfarrkirche in Nienstedt wurde erstmals 1397 in einer von Bonifatius IX. ausgestellten Urkunde erwähnt. Diese Kirche aus Bruchsteinen musste allerdings 1770 wegen Einsturzgefahr aufgegeben werden. Dafür wurde auf einem Hügel die weithin sichtbare und sehenswerte St. Andreaskirche erbaut. Sie besteht aus dem Kirchturm im Westen und dem 1894/95 hinzugefügten neogotischen Langhaus und niedrigerem, dreiseitig geschlossenen Chor aus Backsteinen. An der Südwestecke des Chors wurde die Sakristei angebaut. Der Kirchturm, der 1830 aus verschiefertem Fachwerk errichtet wurde, steht auf einem hohen Sockelgeschoss aus Bruchsteinen. Er ist mit Ecksteinen versehen und wurde 1894 mit einem schiefergedeckten Pyramidendach bedeckt, bekrönt mit einer Turmkugel und einem Kreuz. Hinter den rechteckigen Klangarkaden befindet sich der Glockenstuhl, in dem zwei Kirchenglocken hängen, die eine wurde 1876 von der Radlerschen Glockengießerei, die andere 1957 von Friedrich Wilhelm Schilling gegossen. Eine neue Turmuhr wurde 1948 von J. F. Weule angeschafft, deren Zifferblätter nach Norden und Süden zeigen. Das Langhaus, das 1894 abgebrochen und 1894/95 durch einen Neubau ersetzt wurde, ist mit einem Satteldach bedeckt, beim Chor ist es abgewalmt. Die Wände werden von weit hervortretenden Strebepfeilern gestützt, zwischen denen sich zweibahnige, spitzbogige Fenster befinden. Die Glasmalereien hat 1895 August von Rheden gestiftet. Im Süden befindet sich zwischen zwei Strebepfeilern unter einem Tympanon das Portal mit einer darüber liegenden Fensterrose. Zwischen Chor und Langhaus befindet sich im Innenraum ein spitzer Triumphbogen. Der Chor ist mit einem Kreuzrippengewölbe, das Langhaus mit zwei hölzernen, stumpfwinklig aufeinanderstoßenden Deckenflächen überspannt. Unter der Empore im Westen trennt seit 2013 eine Glaswand die Winterkirche vom Kirchsaal. Um 1895 ist das bemalte hölzerne neugotische Altarretabel entstanden. Es zeigt die Heilige Sippe. In dieser Zeit entstanden auch das sechseckige Taufbecken und die hölzerne Kanzel mit ihrem Schalldeckel. Die Orgel von 1744 wurde 1844 durch eine von Heinrich Schaper unter Verwendung der alten Orgelpfeifen ersetzt. Sie hatte 8 Register, verteilt auf ein Manual und ein Pedal. 1939 wurde die heutige Orgel mit 14 Registern mit zwei Manualen und einem Pedal von Faberr & Greve gebaut.